# 컬로처

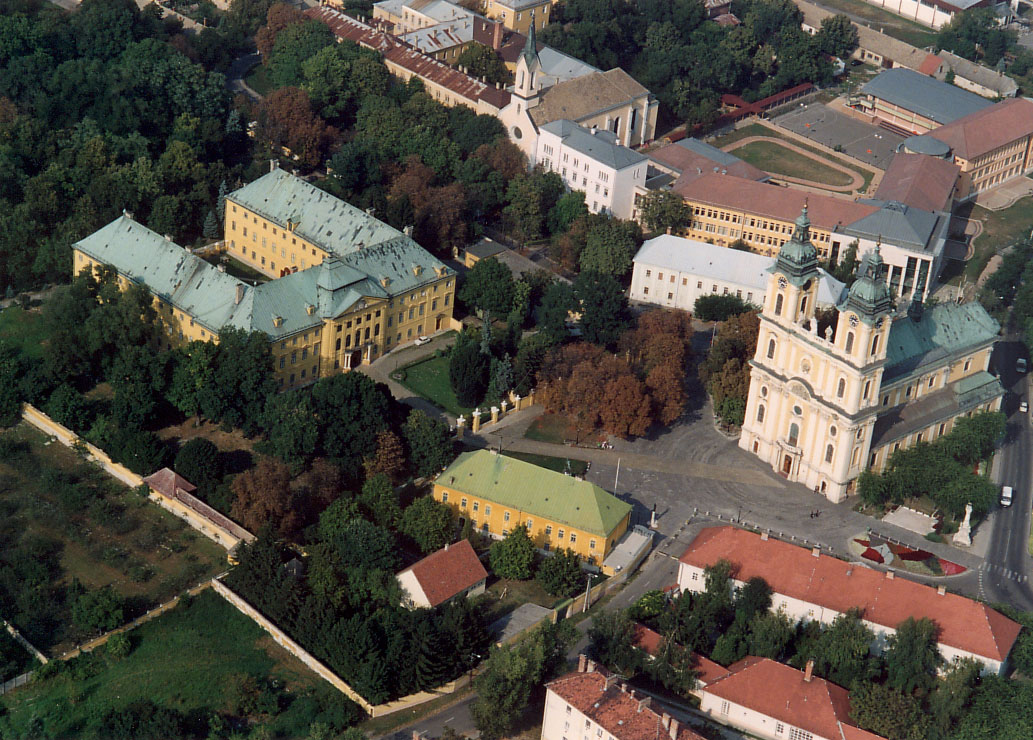
컬로처 대주교궁

컬로처(헝가리어: Kalocsa, 독일어: Kollotschau, 크로아티아어: Kaloča / Kalača, 세르비아어: Kaloča / Калоча)는 헝가리 바치키슈쿤 주에 위치한 도시로, 면적은 53.18km2, 인구는 17,492명(2009년 기준), 인구 밀도는 335.53명/km2이다. 다뉴브강 좌안과 접하며 부다페스트에서 남쪽으로 약 118km 정도 떨어진 곳에 위치한다.
헝가리 국왕 이슈트반 1세가 기독교를 수용한 뒤부터 주교좌가 신설되었다. 16세기 오스만 제국의 침공으로 파괴되기도 했으며 1770년 바로크 양식의 대성당이 건설되었다. 헝가리의 대표적인 파프리카 생산지 가운데 한 곳이며 시내에는 파프리카 박물관이 있다.

시 문장

## 자매 도시
- 독일 키르히하임운터테크
- 스페인 토타나
- 루마니아 크리스투루세쿠이에스크